# Musée d'Ordos
Le musée d'Ordos (chinois : 鄂尔多斯博物馆 ; pinyin : è'ěrduōsī bówùguǎn) est un musée situé dans le nouveau district de Kang Bashi (康巴什新区, kāng bāshí xīnqū), dans la ville d'Ordos en Mongolie-Intérieure en Chine. Le musée, dont le projet date de 2005, a ouvert en 2011. Il est conçu par MAD architects. L'espace construit couvre 41,227 m2.
Il contient dans sa partie préhistoire des fossiles et des squelettes de dinosaures et différents ovipares et mammifères préhistoriques, tels que des mammouths, ainsi que différents outils de l'âge de la pierre.
Les parties concernant l'histoire sont divisées en différentes sections relatives aux différents peuples et périodes de la région. Xiongnu, Mongols, et dynasties du Nord de la Chine. On y trouve des costumes, objets rituels, objets décoratifs ou utilitaires décorés, armes et instruments de musiques de ces différentes périodes.
L'entrée est gratuite, avec retrait d'un ticket.

## Galerie

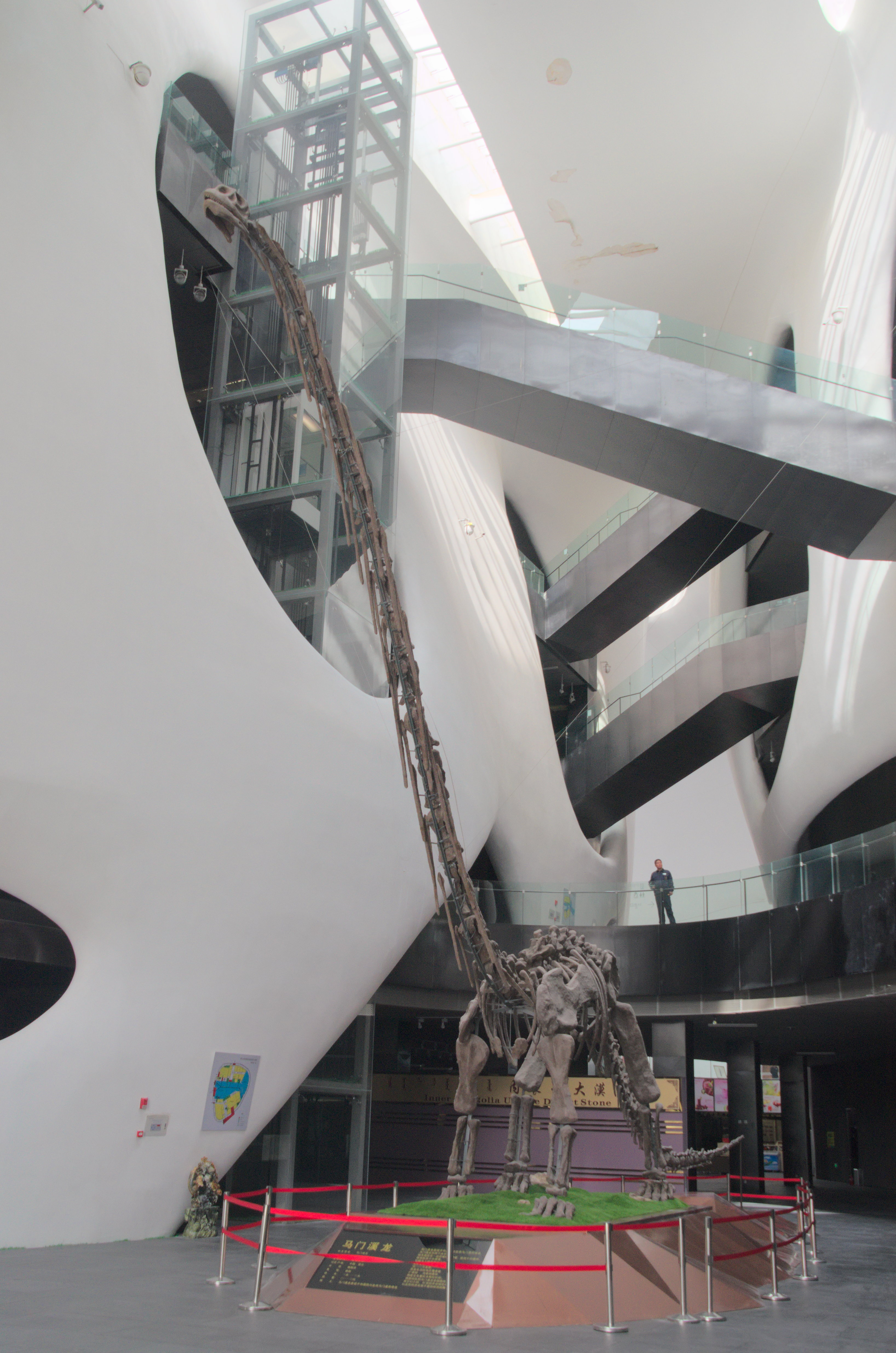
Mamenchisaurus dans un hall du musée.
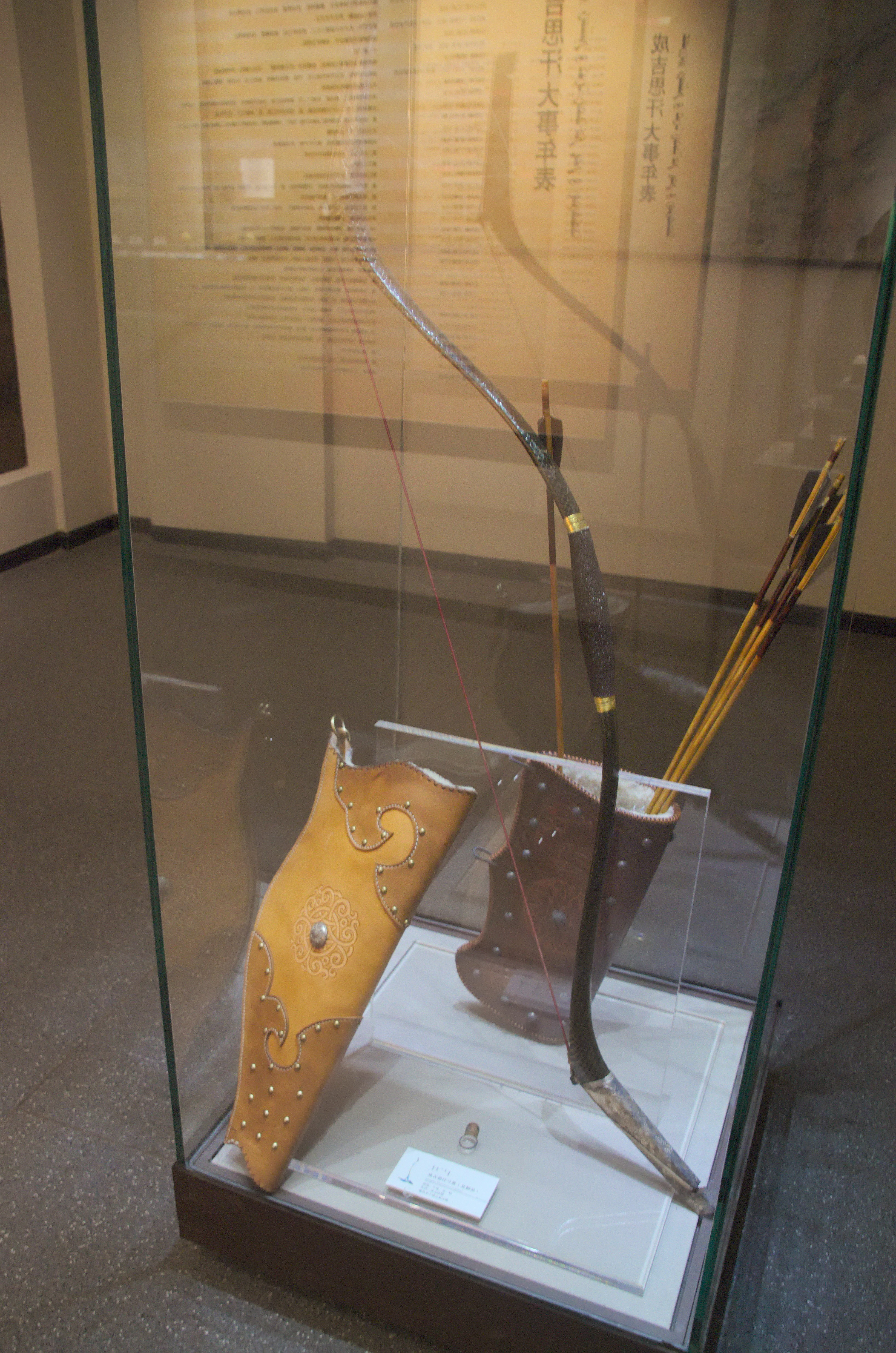
Réplique de l'arc de Gengis Khan, XIIIe siècle
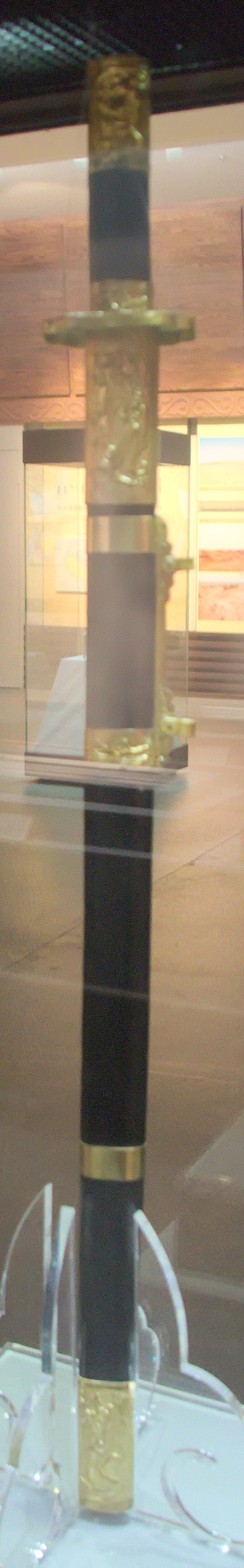
Réplique de l'épée de Gengis Khan
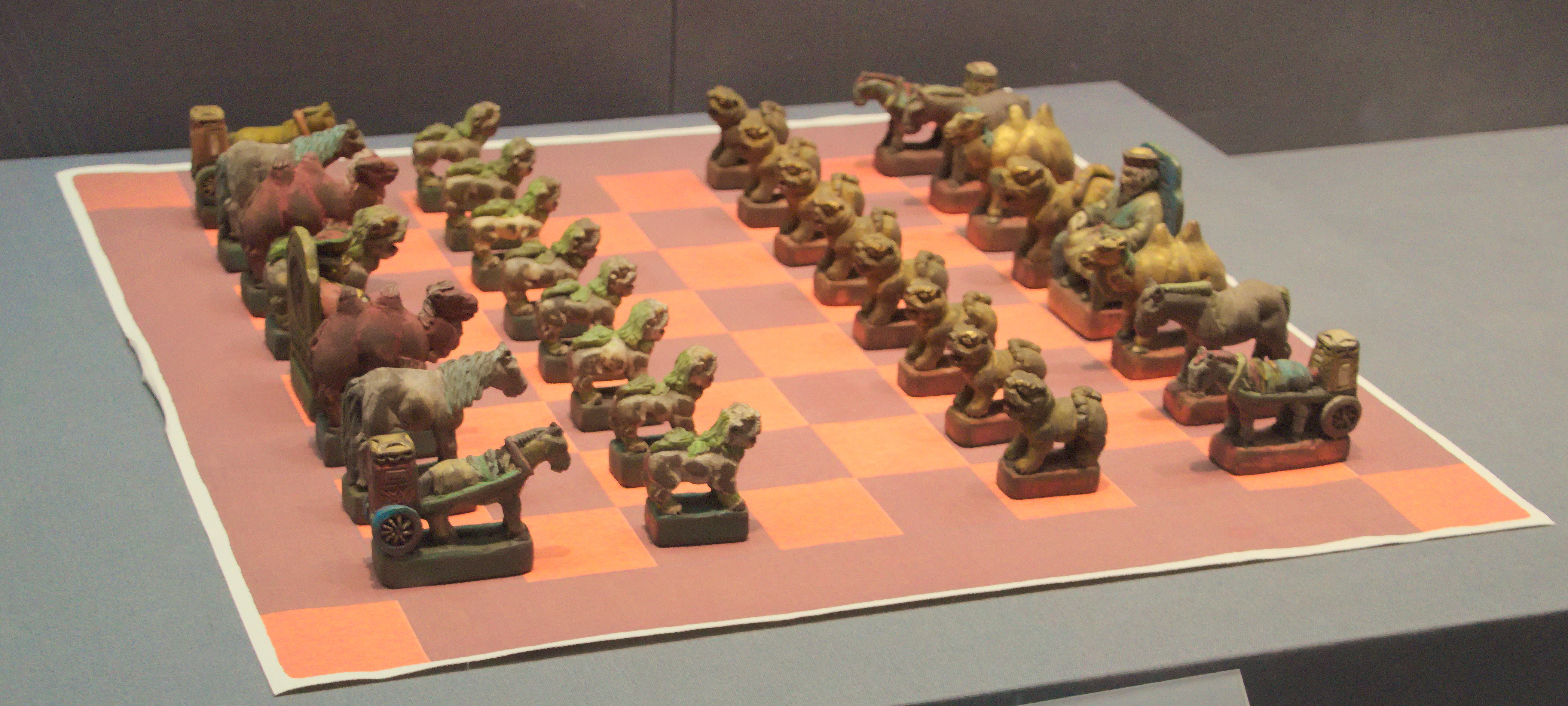
Shatar (échecs mongols)
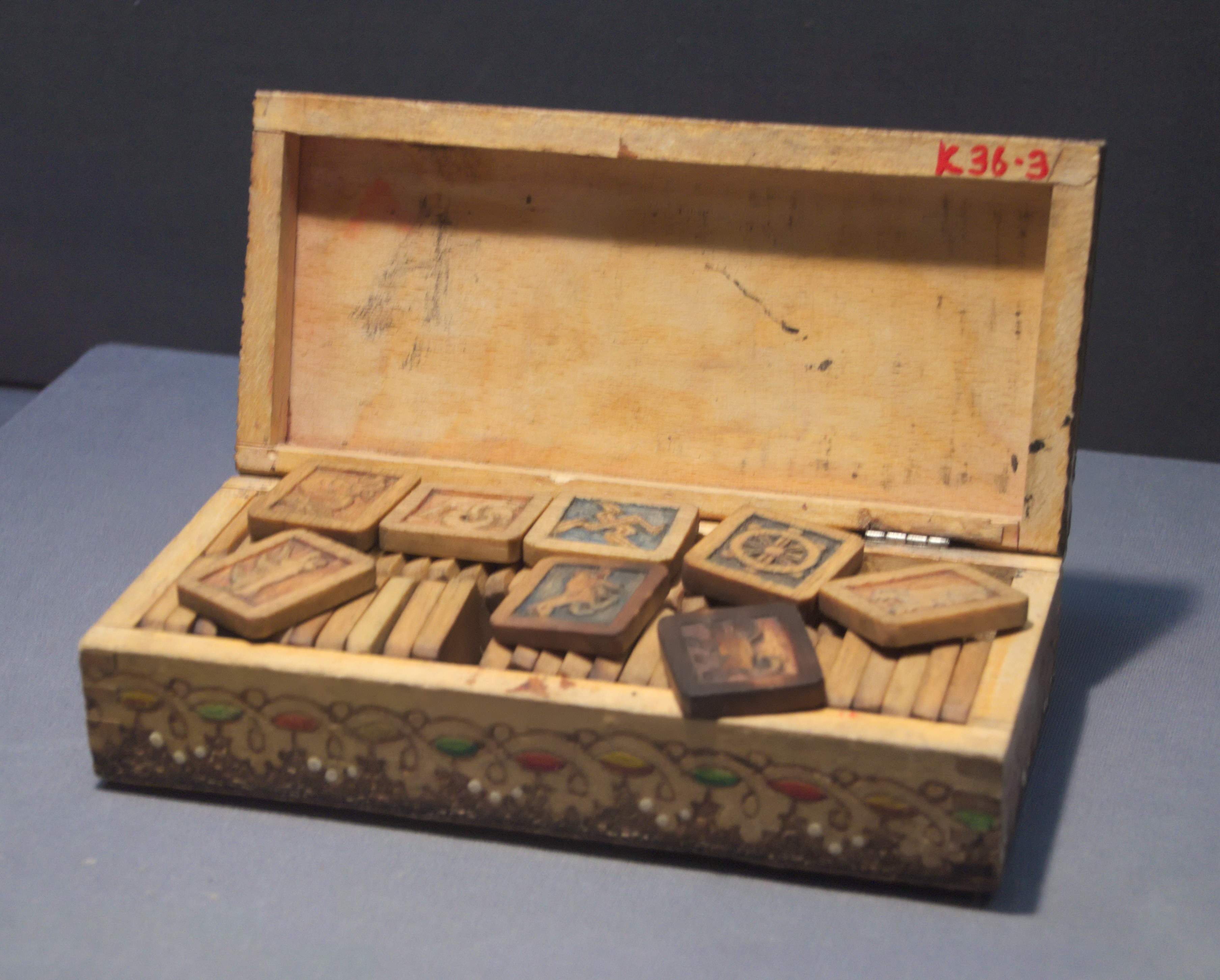
Boite de shatar portable et de jeu de cartes (sous forme de tuiles). Dynastie Qing

## Présentation de l'objet architectural
Selon l'agence MAD :

Le musée de la ville et des arts d'Ordos semble avoir atterri dans le désert depuis un autre monde ou avoir toujours existé. Du haut d'une place urbaine aux allures de dunes, le bâtiment bénéficie d'une abondante lumière naturelle à l'intérieur.
 
Il y a des années, l'Ordos de Mongolie intérieure présentait le paysage du majestueux désert de Gobi, une vaste étendue horizontale. Aujourd'hui, c'est un centre urbain. En 2005, les bureaucrates locaux ont établi un nouveau plan directeur pour le développement de sa ville. Lors de la conception de ce plan directeur, l'agence MAD a été chargée par le gouvernement de la ville d'Ordos de concevoir un musée comme pièce maîtresse de la nouvelle grande ville.
Influencé par les dômes géodésiques de Buckminster Fuller, MAD a imaginé cette forme abstraite. Alors que la surface de cette forme fonctionne comme un conteneur métallique nécessaire pour protéger l'intérieur des hivers rigoureux et des fréquentes tempêtes de sable de la région, métaphoriquement, cette couche externe fonctionne comme un bouclier protégeant la précieuse culture et l'histoire de la ville de la croissance inquiétante de la ville nouvelle. Le musée semble flotter sur une dune, et donne sur une place destinée à accueillir les familles.
L'entrée dans le musée présente aux visiteurs un fort contraste avec l'extérieur: une « grotte » monumentale aérée baignée de lumière naturelle par des puits de lumière. La grotte est reliée à un « canyon » qui crée un vide entre les galeries et le hall d'exposition et qui est brillamment éclairé à son sommet. Les visiteurs traversent à plusieurs reprises des « ponts aériens » et peuvent se représenter leur déplacement à partir d'une variété de point de vue pittoresques, depuis le hall d'exposition et dans les galeries. Les différents flux de circulation intérieurs sont guidés par une succession de jeux d'ombres et de lumières. Pour les employés du musée, un jardin intérieur orienté plein sud et éclairé naturellement est partagé avec le personnel des bureaux et des programmes de recherche du musée, créant un environnement de travail naturel.

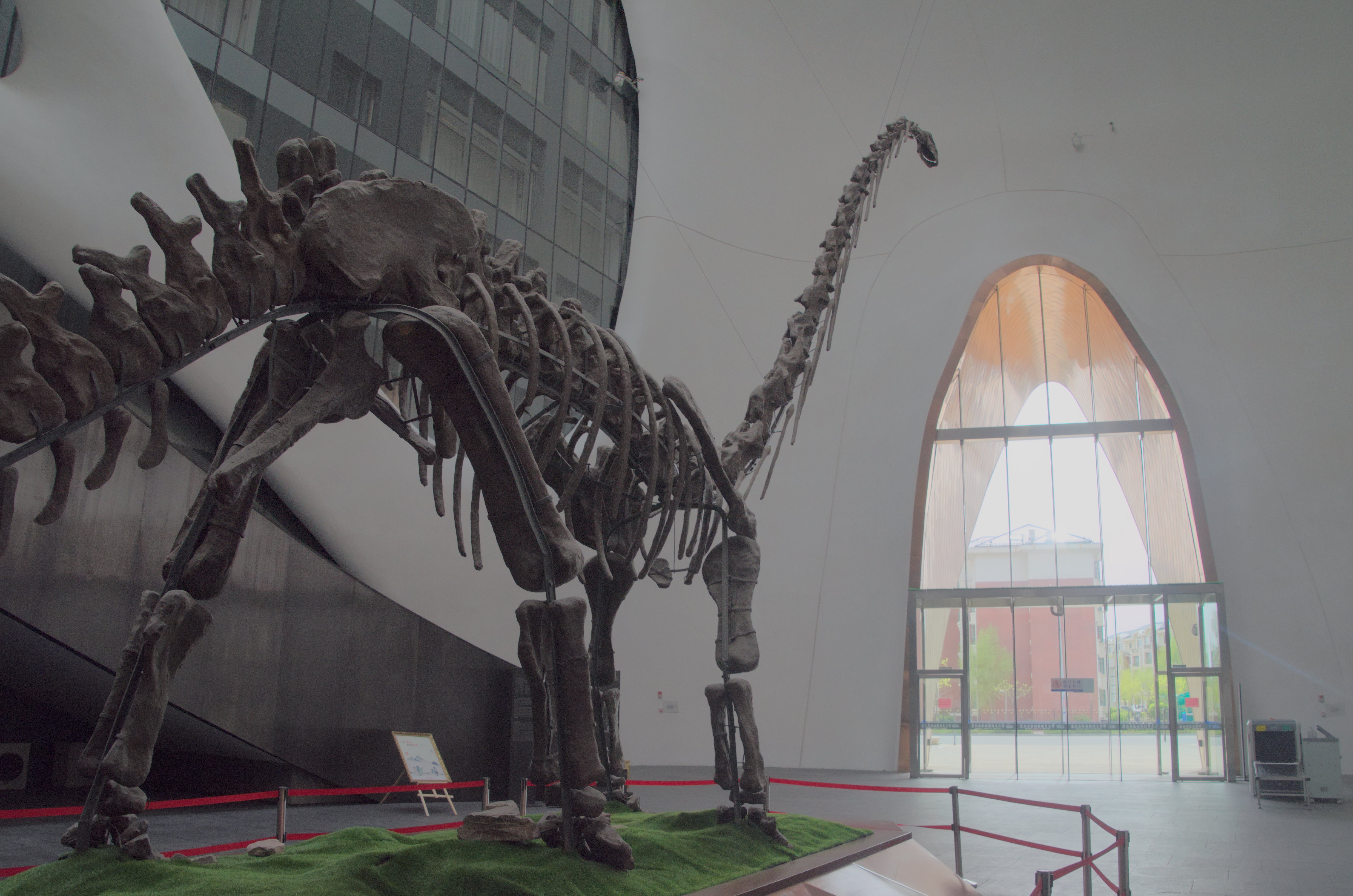
Le Mamenchisaurus dans l'espace du musée